# Suur-Randvere
Koordinaten: 58° 19′ N, 22° 25′ O
Suur-Randvere, bis 2017 Randvere (deutsch Randefer), ist ein Dorf (estnisch küla) auf der größten estnischen Insel Saaremaa. Es gehört zur Landgemeinde Saaremaa (bis 2017: Landgemeinde Lääne-Saare) im Kreis Saare. 2017 wurden Koidu, Põlluküla, Tamsalu und Viira ein Teil des Dorfes.

## Einwohnerschaft, Lage und Geschichte
In Suur-Randvere leben 196 Menschen.
| Ortsteil  | Einwohner | Fläche   |
| --------- | --------- | -------- |
| Randvere  | 17        | 0,70 km² |
| Koidu     | 24        |          |
| Põlluküla | 60        | 2,26 km² |
| Tamsalu   | 28        | 2,91 km² |
| Viira     | 67        | 1,04 km² |

Der Ort liegt sieben Kilometer nordwestlich der Inselhauptstadt Kuressaare. Er wurde erstmals 1408 unter dem Namen Randeuer urkundlich erwähnt. Während der sowjetischen Besetzung Estlands war Randvere nach dem Zweiten Weltkrieg das Zentrum der Kolchose „Lenin“, die auf Landwirtschaft und Viehzucht spezialisiert war.